# Obrium randiae
Obrium randiae es una especie de escarabajo longicornio del género Obrium, categorizada en la tribu Obriini, de la subfamilia Cerambycinae. Fue descrita por Gardner en 1926.

## Descripción
Mide 7,5 mm de longitud.

## Distribución
Se distribuye por India.